# Ada Blackjack
Ada Blackjack, född 10 maj  1898 i Solomon i Alaska, död 29 maj 1983 i Palmer var den enda överlevande från en expedition till Wrangels ö i början på 1920-talet.

## Biografi
Blackjack växte upp som Ada Deletuk på en missionsstation i Alaska där hon lärde sig engelska. Hon flyttade till Nome, gifte sig och födde tre barn varav endast sonen Bennet överlevde. Han var sjuklig så efter makens död tvingades hon placera honom på ett barnhem.
År 1921 deltog hon i en expedition till Wrangels ö tillsammans med fyra män. Det var meningen att en hel grupp inuiter skulle följa med för att jaga och sköta hushållet men de ångrade sig. Blackjack behövde dock pengarna och följde med.
Som enda överlevande återvände hon till Alaska år 1923 där hon omtalades i tidningarna som en kvinnlig Robinson Crusoe. Hon flyttade till Seattle för pengarna hon hade tjänat så att sonen kunde få vård. Blackjack gifte sig igen, fick ytterligare en son och flyttade med familjen tillbaka till Alaska där hon dog 85 år gammal.

## Expeditionen

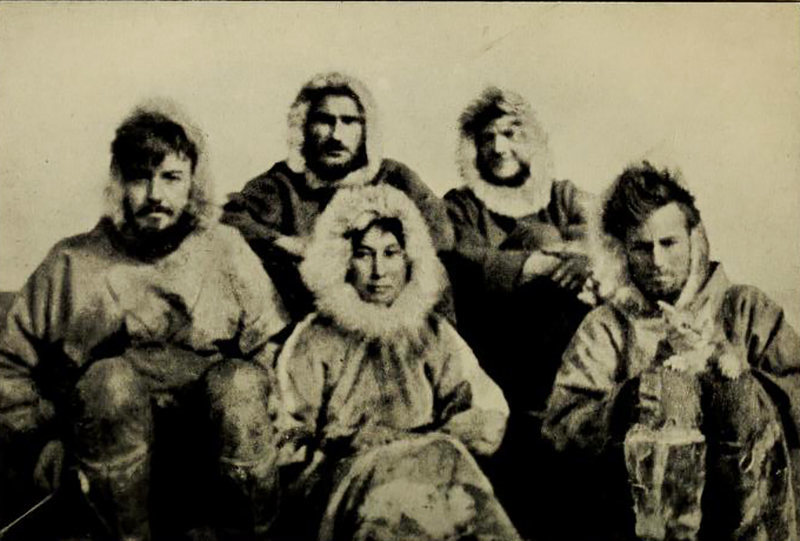
Deltagarna i expeditionen.

Wrangels ö upptäcktes år 1867 av den amerikanska valfångaren Thomas Long som gav den namnet Wrangels land efter den baltiske amiralen Ferdinand von Wrangel. År 1911 byggde en rysk expedition ett sjömärke på öns sydvästra udde. År 1913 ledde Vilhjálmur Stefánsson en arktisk expedition med det kanadensiska örlogsfartyget Karluk som senare frös fast i isen och bröts sönder. Han lämnade fartyget med hundsläde medan kaptenen och delar av besättningen tog sig fram till Wrangels ö där de räddades åtta månader senare.
År 1921 skickades en kanadensisk expedition över Tjuktjerhavet till Wrangels ö för att ta den i besittning. Expeditionen, som leddes av kanadensaren Allan Crawford, hade planerats och finansierats av Vilhjálmur Stefánsson och dess fem medlemmar hade valts ut efter tidigare erfarenheter och akademiska meriter inom geografi och forskning. Den enda kvinnan, Ada Blackjack, var sömmerska och kock. De andra deltagarna var amerikanarna, Lorne Knight och Milton Galle samt Fred Maurer, som hade övervintrat åtta månader på ön efter Karluks förlis, och kanadensaren Allan Crawford.
Den 15 september 1921 landsattes expeditionen på Wrangels ö med uppgift att annektera den för Kanadas eller Storbritanniens räkning. De hade planerat att stanna i två år men hade bara proviant för sex månader. Tanken var att de skulle jaga men det var svårt att få tag i vilt på vintern. Provianten hotade att ta slut så 28 januari 1923 lämnade tre av männen lägret för att försöka ta sig till Sibirien över det frusna Tjuktjerhavet, en sträcka på omkring 1 000 kilometer, för att skaffa hjälp och proviant. Blackjack lämnades kvar för att sköta Knight som led skörbjugg. Han dog 23 juni 1923 och expeditionens andra medlemmar försvann så hon lämnades ensam kvar tillsammans med katten Vic. Blackjack byggde fällor och lärde sig att skjuta och klarade sig bra i den extrema kylan tills hon räddades av en av Stefánssons tidigare kollegor 19 augusti 1923.